# Ezzhiliga
Ezzhiliga (auch Ez Zhiliga; arabisch ازحيليكة) ist eine Kleinstadt mit ca. 4.500 Einwohnern innerhalb einer Landgemeinde (commune rurale) von ca. 15.000 Einwohnern in der Landschaft des Zaer im Norden Marokkos.

## Lage und Klima
Ezzhiliga liegt ca. 30 km südlich von Rommani an der Verbindungsstraße von Kasba Tadla über Oued Zem nach Rabat in einer Höhe von ca. 780 m. Das Klima ist gemäßigt; Regen (ca. 600 mm/Jahr) fällt überwiegend in den Wintermonaten.

## Bevölkerung
| Jahr      | 1994  | 2004  | 2014 | 2024 |
| Einwohner | k. A. | k. A. | 3857 | 4421 |

## Wirtschaft
In den Dörfern der fruchtbaren Umgebung wird in großem Umfang Feld- und Plantagenwirtschaft (Weizen, Linsen, Oliven, Weintrauben) betrieben; Viehzucht (Rinder, Schafe, Ziegen, Hühner) ist dagegen eher selten geworden. Die Stadt selbst fungiert als regionales Handwerks-, Handels- und Dienstleistungszentrum.

## Geschichte
Zur älteren Geschichte des Ortes liegen – wie in den Berbergebieten des Maghreb allgemein üblich – keine schriftlichen Aufzeichnungen vor. Zu Beginn der französischen Protektoratszeit (1912) gab es hier nur ein kleines Dorf, das durch Zuwanderung aus den umliegenden Dörfern zu heutigen Größe heranwuchs.

## Sehenswürdigkeiten
Die Kleinstadt hat ein eher modernes Aussehen; historisch oder kulturell bedeutsame Sehenswürdigkeiten sind nicht vorhanden.